# Veine splénique
La veine splénique ou veine liénale est la veine drainant le sang de la rate.
Elle chemine au-dessus du pancréas, et longe l'artère splénique, elle reçoit ensuite la veine mésentérique inférieure puis elle rejoint la veine mésentérique supérieure pour former la veine porte.
Le segment de veine splénique entre l'abouchement de la veine mésentérique inférieure et l'abouchement de la veine mésentérique supérieure est parfois appelé le tronc spléno-mésaraïque.
Elle reçoit des branches provenant de l'estomac, du pancréas et plus notablement du côlon, ce dernier étant drainé par la veine mésentérique inférieure qui se jette dans la veine splénique peu avant la formation de la veine porte.